# Woźniki
Woźniki [wɔʑˈniki] (deutsch Woischnik, früher auch Woschnik) ist eine Stadt in der polnischen Woiwodschaft Schlesien  mit rund 4000 Einwohnern und Hauptort der gleichnamigen Stadt-und-Land-Gemeinde, die etwa 10.000 Einwohner zählt.

## Geographische Lage

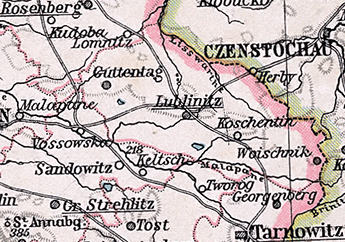
Woischnik südöstlich von Lublinitz und nordöstlich von Tarnowitz auf einer Landkarte von 1905

Woźniki liegt im Osten der historischen Region Oberschlesien nahe der Grenze zu Kleinpolen auf 320 m ü. NHN,   etwa 25 km südlich von Tschenstochau und 20 km nordöstlich von Tarnowitz.  Im Süden des Gemeindegebiets, das zu 35,6 % von Wäldern eingenommen wird, fließt die Malapane, die in der Nähe aus zahlreichen Quellbächen entspringt. Höchste Erhebung der Gemeinde und zugleich des nördlichen Oberschlesiens ist mit 365 m der Grojetz-Berg.

## Geschichte

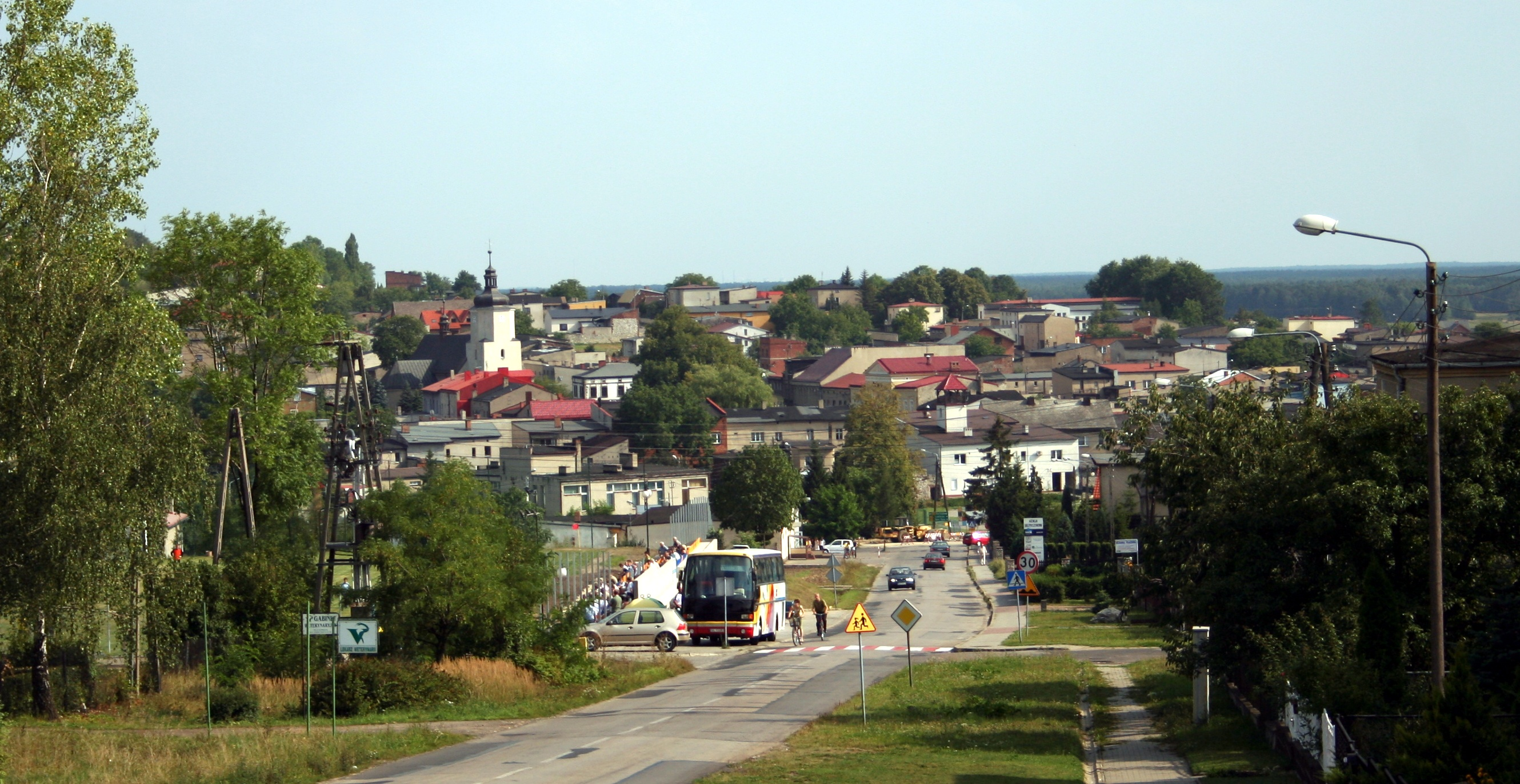
Stadtpanorama

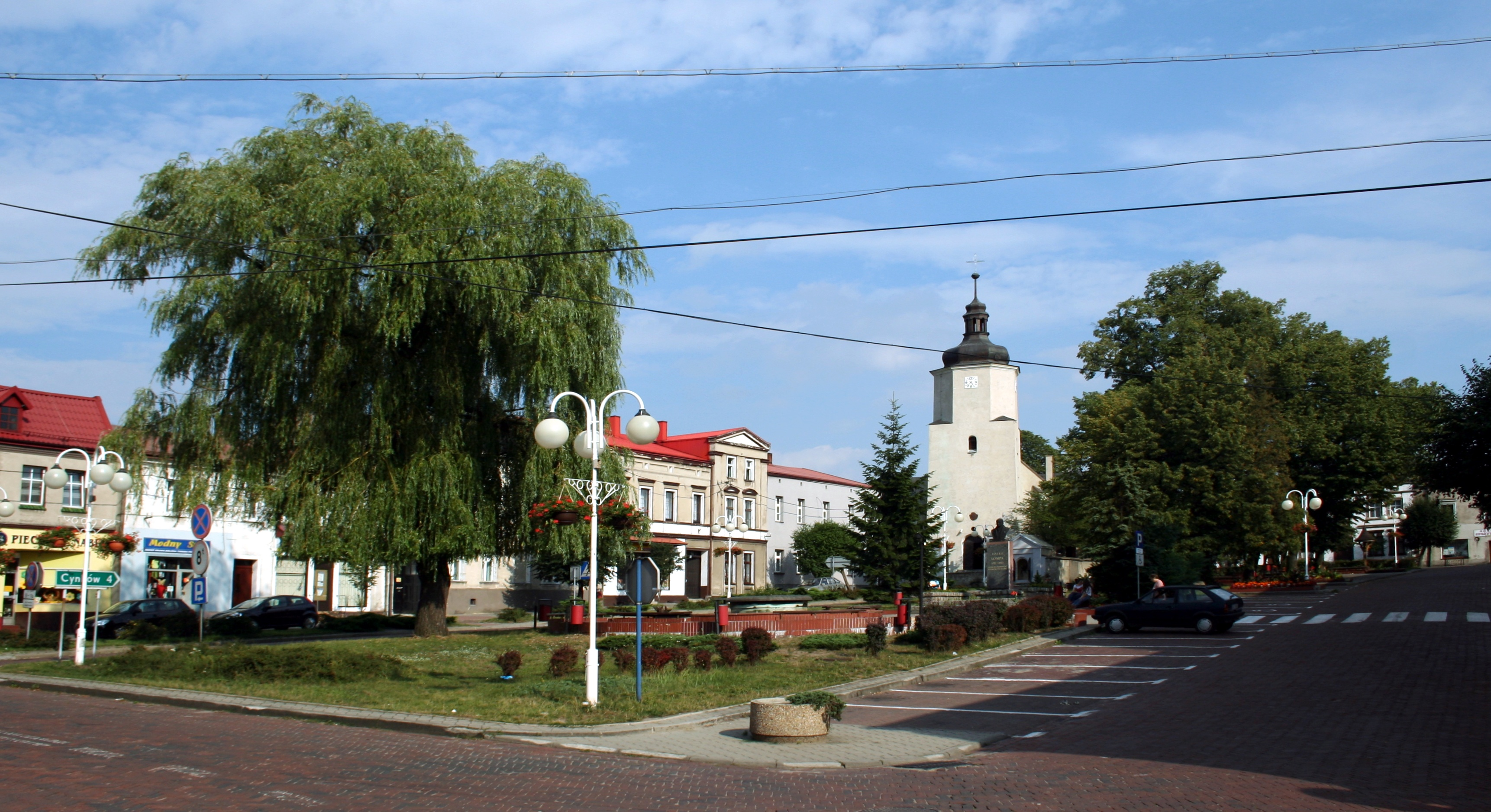
Marktplatz

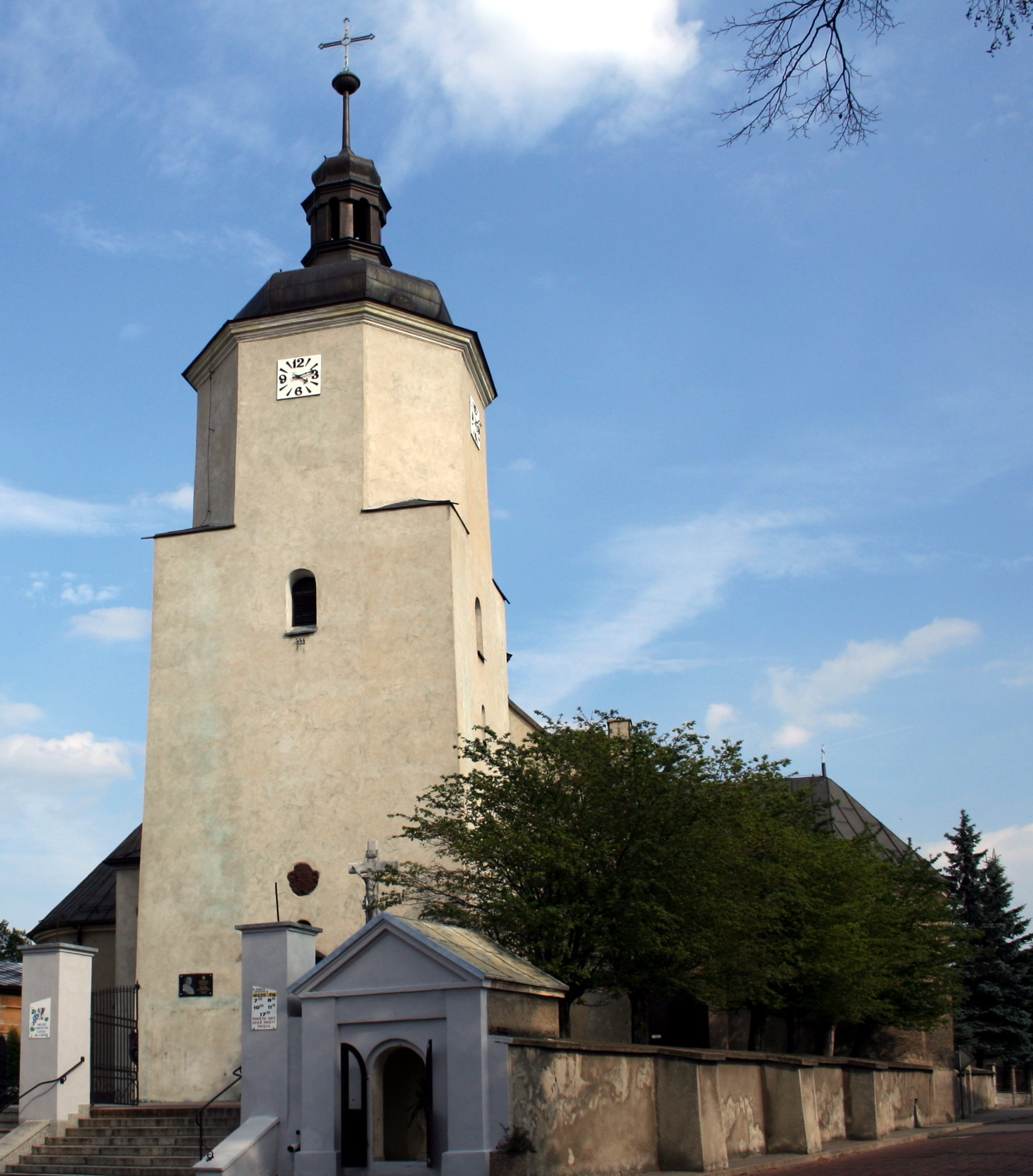
Pfarrkirche St. Katharina

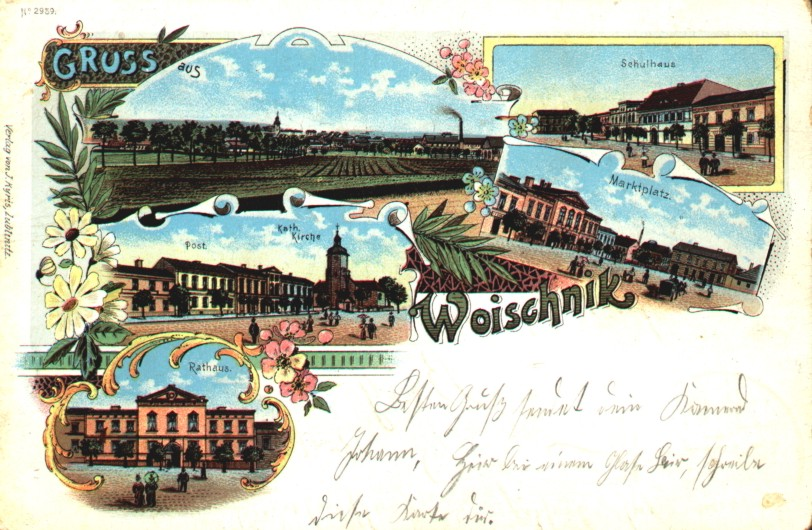
Woischniker Postkarte von 1902

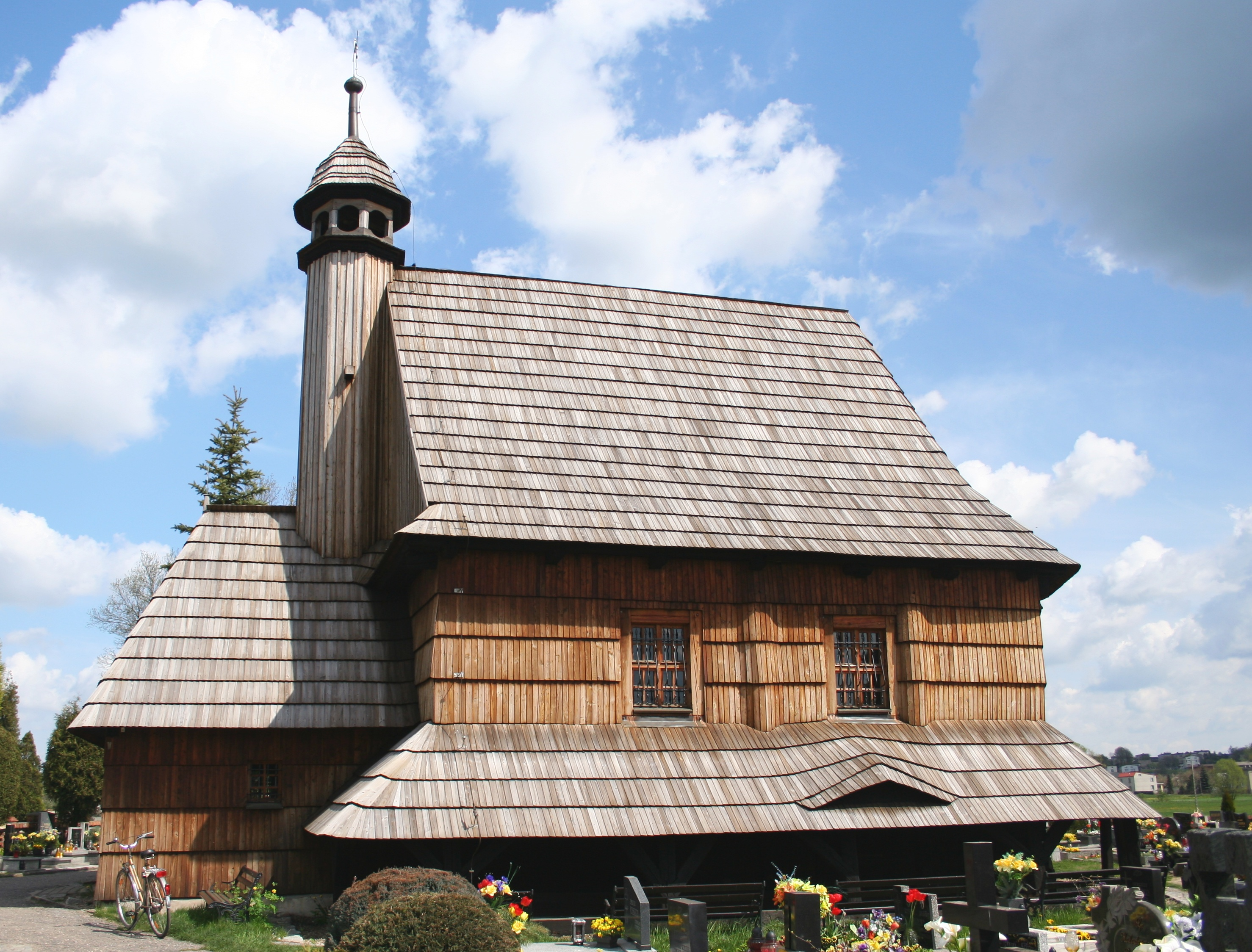
Schrotholzkirche

Die Gegend um Woischnik war schon zu prähistorischen Zeiten besiedelt, wovon unter anderem ein 1928 im Ortsteil Piasek entdeckter Friedhof der Lausitzer Kultur zeugt. Einer Legende zufolge soll auf dem Grojetz (grodziec – Slawischer Burgwall) im heutigen Dorf Lubsza eine Grenzbefestigung gegenüber Kleinpolen bestanden haben, die wie alle Dörfer der Umgegend 1241 beim Feldzug der Goldenen Horde zerstört wurde. Die geflüchtete Bevölkerung siedelte sich danach in Woischnik an, das dadurch zum Mittelpunkt der näheren Umgebung aufstieg. Die erste urkundliche Erwähnung des Dorfes Voznici im Bistum Krakau (wahrscheinlich ein Überbleibsel der Übergabe des kleinpolnischen Gebiets um Beuthen an das schlesische Herzogtum Ratibor im Jahr 1177 bzw. 1179, was der oben erwähnten Legende widersprochen hätte – die kleinpolnisch-schlesische Grenze zwischen Woźniki und Koziegłowy im Herzogtum Siewierz bestand erst nach dessen Verkauf im Jahr 1443) stammt jedoch bereits aus einem Dokument des Krakauer Bischofs Fulko von 1206. Nach 1270 erhielt Woischnik schließlich das Marktrecht und war seit dem 13. Jahrhundert auch Sitz einer Parochie, erstmals 1347 als Woznik im Dekanat von Beuthen des Bistums Krakau urkundlich erwähnten. Trotz der ungünstigen Grenzlage florierte Woischnik, da es Anschluss an eine wichtige Handelsstraße von Breslau nach Krakau hatte, an der 1310 eine Zollstation errichtet wurde. So wurde Woischnik im selben Jahr zum ersten Mal als Stadt bezeichnet. 1454 wurde das Stadtrecht von Herzog Bernhard von Falkenberg und Strehlitz erneuert, nachdem das Siegel der Stadt infolge eines Grenzkonfliktes geraubt worden war.
1742 fiel die Stadt an Preußen und auch wenn Woischnik daraufhin sein Stadtrecht verlor, erlangte es später als Zollstation an der Grenze zum Russischen Reich, bzw. Kongresspolen wieder gewisse Bedeutung. 1815 führte Alexanders Weg zum Wiener Kongress durch das Dorf. Vor allem auf das Betreiben des Bürgermeisters Julius Radlik wurde Woischnik 1858 auf königliches Dekret wieder zur Stadt erhoben. Zu dieser Zeit lebte dort Józef Lompa, ein Vorläufer der polnischen Nationalbewegung Oberschlesiens.
Schon im 16. Jahrhundert hatte in der Woischnik und Umgebung neben dem Handwerk die Industrie in Form von Eisenhämmern, Mühlen und auch Eisenschmelzen Fuß gefasst, ihre wirtschaftliche Bedeutung ging aber seit der Industrialisierung im 19. Jahrhundert und aufgrund der Konkurrenz zum entstehenden Oberschlesischen Industriegebiet drastisch zurück. Die weitere Entwicklung und das Stadtbild erlebten durch den verheerenden Stadtbrand von 1798 einen schweren Schlag. Im 19. Jahrhundert bestanden Pläne und Genehmigungen, die Zink-, Schwefel- und Steinkohlevorkommen auf dem Gemeindegebiet auszubeuten, was jedoch wegen der fehlenden Eisenbahnanbindung und der Lage der Stadt nicht in Angriff genommen wurde. Zwar war der Bau einer Eisenbahnstrecke nach Woischnik 1912 geplant worden, wegen des Beginns des Ersten Weltkriegs erfolgte der Bau einer Nebenstrecke nach Woischnik aber erst 1932, was für den Aufbau von Schwerindustrie schon deutlich zu spät war. So dominierten in Woischnik weiterhin kleinere und mittlere Industrie- und Handwerksbetriebe, weshalb der kleinstädtische Charakter Woischniks erhalten blieb. Als technische Neuerungen wurde 1876 eine telegrafische Verbindung mit Koschentin und 1902 das Telefon eingeführt. Am Anfang des 20. Jahrhunderts hatte Woischnik zwei katholische Kirchen und eine Synagoge.
Der ausgedehnten Wälder um Woischnik, wie der Woischniker Stadtwald, gehörten der Familie Henckel von Donnersmarck – die sich am Bergbau in Woischnik beteiligen wollte – und wurden neben den genannten, auch von Kaiser Wilhelm II. besucht.
Nach der Volksabstimmung in Oberschlesien 1921 fand sich Woischnik 1922 als Woźniki in der neu gebildeten polnischen Autonomen Woiwodschaft Schlesien wieder und war fortan keine Grenzstadt mehr. Mit der Besetzung durch die Wehrmacht im Zweiten Weltkrieg und später der Zuteilung zum Landkreis Loben wurde der Ortsname Woischnik provisorisch wiedereingeführt; die Pläne, den auf seine slawische Herkunft hinweisenden Stadtnamen in Weißmarkt umzuändern, wurden jedoch nicht verwirklicht. Am 20. Januar 1945 wurde Woźniki von der Roten Armee besetzt und nach Kriegsende von der Sowjetunion unter polnische Verwaltung gestellt.
Der projektierte Anschluss an die neue polnische Nord-Süd-Verbindung, die Autobahn A1, weckt vor allem wirtschaftliche Erwartungen.

### Demographie
| Jahr | Einwohnerzahl | Anmerkungen |
| ---- | ------------- | --- |
| 1782 | 0527          | [ 3 ] |
| 1816 | 0904          | ohne Schloss Woschnik (72 Einwohner) |
| 1825 | 0972          | im Marktflecken Woźnik, darunter 31 Evangelische, 915 Katholiken, 26 Juden (ohne Schloss Woźnik mit 80 Einwohnern)                                                           |
| 1840 | 1259          | davon 20 Evangelische, 1189 Katholiken, 50 Juden |
| 1855 | 1394          | ohne Schloss Woischnik (Rittergut und Dorf mit 174 Einwohnern) |
| 1861 | 1478          | davon zehn Evangelische, 1397 Katholiken, 71 Juden (ohne Schloss Woischnik, Rittergut und Dorf mit 158 Einwohnern, darunter zwei Evangelische, 155 Katholiken und ein Jude)  |
| 1867 | 1620          | am 3. Dezember |
| 1871 | 1600          | nach anderen Angaben 1641 Einwohner (am 1. Dezember), davon 15 Evangelische, 1517 Katholiken, 109 Juden (ohne Schloss Woischnik mit 186 Einwohnern, darunter 180 Katholiken) |
| 1885 | 1620          | ohne Schloss Woischnik (198 Einwohner) |
| 1905 | 1411          | meist Katholiken |
| 1910 | 1359          | ohne Forstgutsbezirk Woischnik (28 Einwohner) sowie ohne Schloss und Gutsbezirk Woischnik (182 Einwohner)                                                                    |

## Sehenswürdigkeiten
- Die einschiffige Pfarrkirche St. Katharina wurde im Jahre 1346 erstmals erwähnt und im 14. Jahrhundert Pfarrkirche. 1570 wurde sie von den Protestanten übernommen und war bis 1628 ihr Gotteshaus. Damals wurde sie mit einer Kapelle versehen und 1607 umgebaut, wobei ihr gotischer Korpus Renaissanceformen annahm. Von 1617 bis 1608 wurde der hölzerne Kirchturm durch einen Steinbau ersetzt. Der Stadtbrand von 1798 beschädigte auch die Katharinenkirche, die daraufhin bis 1829 im Stil des Spätbarock und Klassizismus erneuert wurde. Auch der Turmhelm des wuchtigen Kirchturms stammt aus dieser Zeit.

- Die Schrotholzkirche St. Valentin wurde 1497 als hölzerner Bau erstmals erwähnt und im 16. Jahrhundert durch den heutigen Neubau ersetzt. Die Kirche befindet sich im Süden der Stadt, auf dem so genannten Alten Friedhof, der ursprünglich nur als Begräbnisstätte für ungetaufte Kinder und Geächtete genutzt wurde. Hier findet sich auch das Grab des Schriftstellers Józef Lompas († 1863), der die letzten Jahre seines Lebens in Woischnik verbrachte. Auf der anderen Straßenseite wurde später ein neuer Friedhof angelegt. Die Kirche mit ihrem filigranen Turm ist darüber hinaus ein Baudenkmal an der südpolnischen Route der Holzarchitektur.

- Zentrum der mittelalterlichen Stadtanlage Woischniks ist der rechteckige Ring (Marktplatz) an dem sich das klassizistische Rathaus von 1858 bis 1862 befindet. Am Ring und den schachbrettartig verlaufenden Nebenstraßen finden sich darüber hinaus noch einige Stein- und Holzhäuser von 1799 bzw. der Zeit des Wiederaufbaus nach dem Stadtbrand und aus der 1. Hälfte des 19. Jahrhunderts.

## Politik

### Städtepartnerschaften
Die Stadt Woźniki unterhält mit der tschechischen Stadt Kravaře (Deutsch-Krawarn), dem slowakischen Lisková und Merseburg in Sachsen-Anhalt Partnerschaften.

### Wappen
Das Wappen der Stadt Woźniki zeigt auf einem gespaltenen Schild in Blau vorne ein halbes goldenes Rad, hinten einen halben goldenen Adler am Spalt. Die älteste erhaltene Abbildung des Wappens konnte sich auf einem Dokument von 1661 erhalten. Der oberschlesische Adler symbolisiert als Wappentier der oberschlesischen Piastenherzöge die Stadterhebung Woischniks durch diese und findet sich in selber Bedeutung auch auf anderen Städtewappen der Region. Die Bedeutung des Rads ist nicht gänzlich geklärt. Früher wurde angenommen, es knüpfe an die beiden Räder des Wappens der Adelsfamilie Gaschin an, deren Herrschaftsbereich Woischnik von 1655 bis 1803 angehörte. Da das Wappen aber wahrscheinlich noch aus dem 14./15. Jahrhundert stammt, wird angenommen, dass es als Symbol für den Schutz Gottes fungiert.

## Gemeinde
Die Stadt-und-Land-Gemeinde Woźniki gliedert sich in die
- Stadt Woźniki mit den Schulzenämtern:
  - Czarny Las (Helenenthal)
  - Dyrdy (Dyrden)
  - Ligota Woźnicka (Ellguth-Woischnik)
  - Sośnica (Soßnitz)

die Dörfer mit den Schulzenämtern:
- Babienica (Babinitz)
- Drogobycza (Drogobitsch)
- Kamienica (Kaminitz)
- Kamieńskie Młyny (Kaminitzmühlen)
- Lubsza (Lubschau)
- Piasek (Ludwigsthal)
- Psary (Psaar)

und die Orte: Kolonia Woźnicka, Mzyki, Niwy, Okrąglik, Pakuły und Widawa.

## Söhne und Töchter (Auswahl)
- Carl Franz von Ballestrem (1750–1822), Unternehmer